# Dazzy Kapenya
Dazzy Kapenya (22 aprile 1976) è un ex calciatore zimbabwese, di ruolo difensore.